# Jan Baptista Wellekens
Jan Baptista Wellekens of Jan Baptist Wellekens (Aalst, 13 februari 1658 - Amsterdam, 14 mei 1726) was een Zuid-Nederlandse schrijver, schilder en dichter. Ze noemen hem ook wel de "Vader van het herdersdicht".

## Levensloop

### Jeugd
Wellekens werd geboren als zoon van Cornelis Welleken (Denderhoutem, 29 maart 1620 - rond 1675) en Magdalena Clokgieter (gestorven in Amsterdam, 25 oktober 1703), hop- en lakenhandelaren te Aalst. Op jonge leeftijd werd hij naar zijn oom in Amsterdam gestuurd met de bedoeling om als goudsmid opgeleid te worden. Als snel bleek dat Wellekens meer interesse toonde voor de schilderkunst. Na schilderlessen ontvangen te hebben van Anthonie de Grebber besloot Wellekens in 1676 op 18-jarige leeftijd om naar Italië te trekken.

### Latere leven en dood
Wellekens verbleef  11 jaar in Italië. Na een beroerte in Venetië moest hij terug naar Amsterdam, vanwege gezondheidsproblemen (de gevolgen van de beroerte en zijn bijziendheid) en uit verlangen naar zijn moeder. Later leed hij aan 't graveel (een blaas/niersteen) en allerlei andere kwalen. In Rome was hij begonnen met dichten en dit zette hij voort in Amsterdam. Hij overleed op 14 mei 1726 te Amsterdam.

### Pieter Vlaming[7]
Voor Pieter Vlaming zong Wellekens in 1707 op zijn trouwdag toe, dit was het eerste bewijs van de vriendschap tussen de twee dichters. 
Hoe groot, Amintas, is uw inzicht en uw heil,
Die, vrolyk onder riem en zeil,
Door ebbe, of vloed gedreeven,

Uw hart hebt aan de rust, en aan de kunst gegeeven
Rond 1708, een jaar later was Vlamings Hogerwoert gereed. In 1709 was Dichtlievende Uitspanningen af, een samenwerking tussen Wellekens en Vlaming. Wellekens eerde Vlamings vriendschap in 1709 met een verjaarsdicht, voor de vriend, in wie hij nog steeds een Zondagskind ziet:
Het is wel dankbaarheit aan 's Hemels goetheit waardt,
Voor die, uit braven Stam en eerlyk Bloet gebaart,
Met eer het hooft opsteken;
Voor die de zorg en vlyt der Ouders vindt te baat,
En, om geen slaaflyk broot, moet zorgen vroeg en laat,
Noch eerst het ys moet breken.
Het is wel dankbaarheit voor ziel en zinnen waardt,
Uit zuivre liefde en deugt in d'Echt te zyn gepaart,
Geen zoeter troost in 't leven;
Te zien in 't lieve Kroost zyn Ouders naam en beelt,
Daar geest en schoonheit met het eerste jaar in speelt.
Wat zou 't geluk meêr geven?
Maar, brave Amintas! schoon 't geval uw hadt berooft
Van have en kindren, noch was u een troost belooft
Die 't alles kan vergoeden:
Uw welgestelde ziel, met wetenschap doorzult,
Uw mannelyk gemoet, gewapent met gedult,
Zwicht voor geen tegenspoeden.
En lust het u naar roem of groten naam te staan?
Gy hoeft in 't open velt, geen vyant te verslaan,
Geen helm noch speer te voeren;
Geen pleitzaal te betreên, voor weez- of weeuwen recht,
Noch middelaar te zyn daar m'om den Bybel vecht,
En steden durft beroeren;
Gy moet geen tochten doen naar 't onbekende strant;
ô Neen: schenk aan Apol alleen uw hart en hant;
Omhels de Zanggodinnen;

Dat is de schoonste weg die naar de sterren streeft.

### Echtgenote en kinderen
Wellekens was getrouwd met Johanna van Hardenbroek, die twee jaar voor hem overleed. Ze schonk hem vier kinderen, van wie er twee overleefden. Zijn zoon, Phillippus overleefde en zijn dochter was Magdalena Barbara Wellekens, die in de voetsporen trad van haar vader. Zij publiceerde nog dichtbundels van haar vader na zijn overlijden.
Over de dood van zijn zoon Michiel schreef hij de volgende lijkzang:

#### Lijkzang, over mijn jongste zoontje (fragment)
Waar is Michieltje, ons jongste kind,
van ons zo lief, zo teer bemind,
Dat altijd Moeder! Moeder riep,
en als een roos zo zacht in moeders armen sliep?
Waar is hij, die zo vrolijk zong,
en danste, en als een hertje sprong
van 's morgens vroeg tot 's avonds laat, en nooit van bezigheid of leerlust was verzaad?
Dan tjilpte het musje op zijn duim, dan vloog de gouwe tor in 't ruim.
Zijn dieren, ruiters, zij aan zij
en jagers schikte hij, als in een schilderij.
Dan sneed hij geestig met de scheer,
of kwam met pluim en zijgeweer,
wanneer hij Gijsbrechts hoofdrol speelt,
en, met deftigheid, die grote man verbeeldt.
Maar ach, d'aartsengel Gabriël
was nu zijn rol in 't naaste spel,
met vleugeltjes, in 't wit gewaad:
verborgen voorbediet van zijn aanstaanden staat!
- Jan Baptista Wellekens

##### Philippus Cornelius Wellekens
Was geboren te Hilversum, Nederland op 21 september 1699. Hij stierf op 29 oktober in 1734 te Amsterdam, Nederland.

##### Michael Wellekens
Was geboren te Amsterdam, Nederland op 8 december 1704. Hij stierf op 1 augustus 1712 te Amsterdam, Nederland.

##### Magdalena Barbara Wellekens
Was geboren te Amsterdam, Nederland op 1 december 1706. Haar sterftedatum is onbekend. Zij publiceerde "Verscheiden gedichten" in 1729, een bundel met gedichten van haar vader. Zijzelf was ook poëtesse.

##### Michael Wellekens
Was geboren te Amsterdam, Nederland op 30 juli 1715. Hij was het laatste kind die het net zoals hun vorige zoon, Michael het niet overleefde. Hij stierf op 5 augustus 1722 te Amsterdam.

### Religie
Ondanks het feit dat hij in het protestantse Amsterdam bleef wonen bleef hij zijn hele leven trouw aan zijn katholieke achtergrond en opvoeding.

## Vader van het Herdersdicht

### Het begin
Wellekens had een renaissancistische kijk op de letterkunde, hij maakte tevens gebruik van klassieke overlevering en de niet-historische mythologische overlevering. Wellekens, als eerste herdersdichter, noemde hij de herder Daphnis op, hij bekeek Daphnis op een historische wijze (inspiratie: Theocritus en Vergillius). Hij keek naar de historiciteit, maar er waren voldoende twijfels. Uiteindelijk greep Wellekens eerder terug naar het Oude-Testament dat wel voldoende documentatie had. Wellekens had de mening dat de mythologie twijfelachtig is, terwijl het oude testament wel een grotere zekerheid had. Wellekens wende zich af tegen de mythologieën, of groef diep genoeg.

### Vormgeving, het begin van de herdersdicht
Hij deelde zijn pastorale dicht in verschillende delen; Drie vormen: De eerste vorm, de ik-poëzie; de tweede vorm: de-hij poëzie en ten slotte de derde: een vermenging van de eerste twee. De laatste vorm, de vermenging van de eerste twee vormen, is veruit de meest belangrijke vorm; historisch gezien. Uit Wellekens' dramatische vormgeving van het herdersdicht werd de basis gelegd voor het treurspel. Vanuit het aloude pastorale genre kwam de vernieuwing herdersdicht.

## Oeuvre
Van zijn schildersoeuvre zijn er geen overgeleverde werken bekend. In een van Wellekens' boeken (verscheiden gedichten bl. 410) is er sprake van een portret van zijn moeder, maar ook dit portret schijnt verdwenen te zijn.
Een korte bloemlezing van zijn werk verscheen in de Keur van Nederlands  Letteren I, 24 (Amsterdam 1827).
Een van zijn bekendste werken gaat over de dood van de dochter van Pieter Vlaming:
Wellekens vertaalde ook, zo vertaalde hij Tasso en Vergilius, iets waar hij een veel tijd aan besteedde.

#### Aan Lycoris, op het afsterven van haar dochtertje Rozelyntje[20]
Is Rozelyntje neergestort?
Die lieve en jonge spruit verdort?
Helaas! wie helpt my klagen?
Maar wie verbaast zich dat een bloem
Hoe schoon, hoe eêl en ryk van roem,
Wert door een hagelbui geslagen!
Lycoris, zijt toch niet bedrukt:
Z' is niet geslagen, maar geplukt
Door hares Scheppers handen,
Eer dat een spin, of vuil gediert,
Haar zuivre blaadjes heeft ontciert,
Of middagzon haar deed verbranden.
Zy is geplukt, om weer verplant
Te worden, in het heilig lant;
Daar zal zy eeuwig bloeien.
O zalig bloempje! wie benijd
Dat gy altijd gelukkig zijt,
Na 's Hemels dauw u zal besproeien?
Lycoris, wiltge uw bloempje weêr?
Of wilt gy 't laten by den Heer,
Die 't beter zal als gy bewaren?
Die keur, dunkt my, vereischt geen raad.
Zo, zo: herstel uw bly gelaat.

Haar welstant moet elk vreugde baaren
Poëzie
- Dichtlievende uitspanningen, 1710[21]

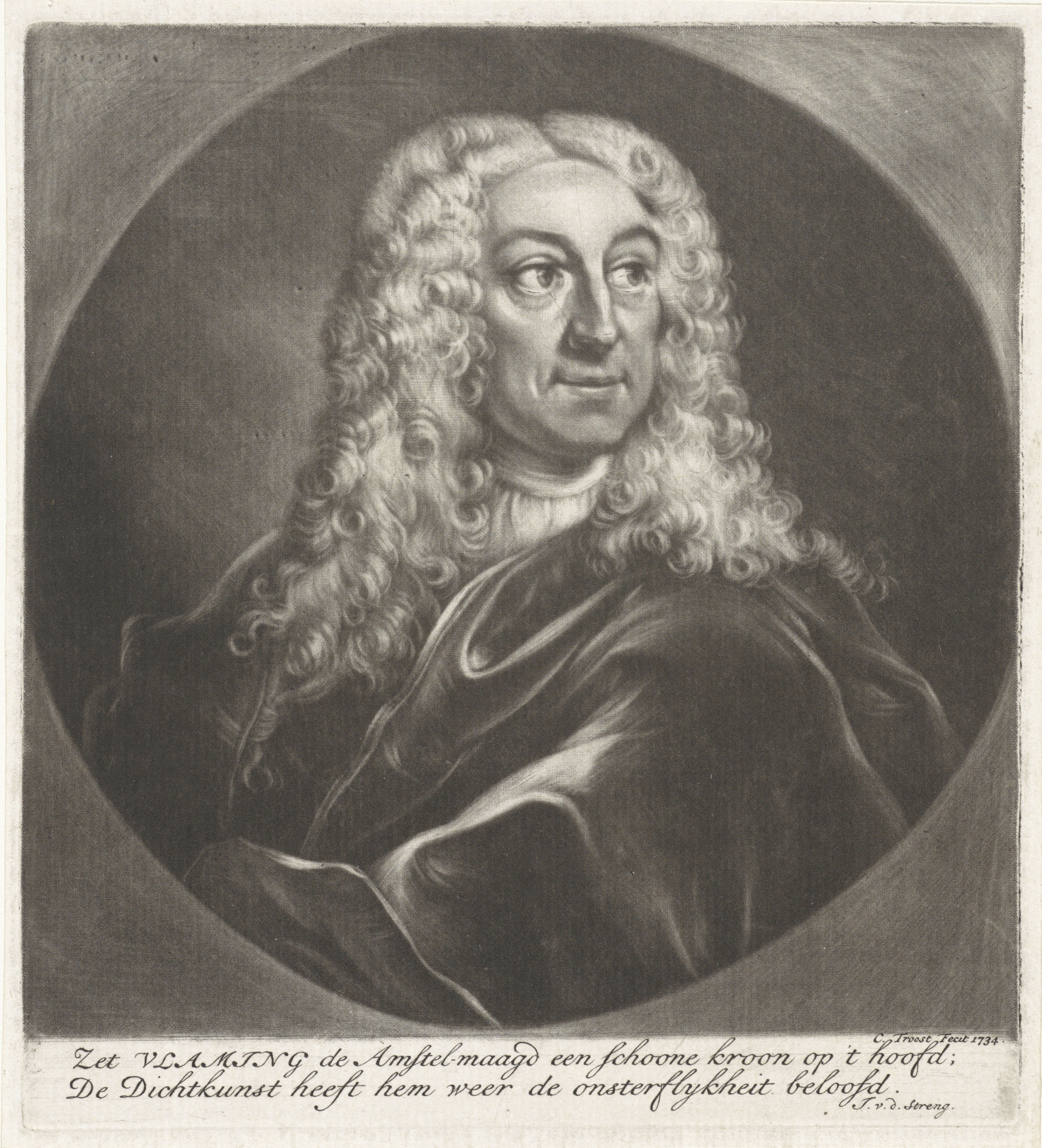
Pieter Vlaming, een vriend van Wellekens en waarmee hij Dichtlievende Uitspanningen schreef.

- Amintas. Beneven eene verhandeling van het herderdicht, 1715[21][22]
- Voortwijk, ca.1717[21]
- Verscheiden gedichten, 1729[21][23][24]
- Zedelijke en ernstige gedichten, 1737[21]
- Echt-gezangen, op het huuwelyk van den heer Jacob Fries, en mejuffer Maria van Heyningen, getrouwd in Amsteldam, den 20sten van wynmaand, 1707[22][25]
- Endenhout[22]
- De Geldgod[22][26]
- Bruiloftdichten[27] of bruiloft dichten[28][22], 1729
- Bruiloftszang, voor den heere Hubert van Rykevorsel, en jonkvrouwe Johanna Vettekeuken. : Echtelyk vereenigt in Rotterdam, den XVII juni, MDCCXXII.[22]
- Gezangen ter bruilofte van den heere Arent Bosch, en jonkvrouwe Eletta Thesingh : verëenigt den 3den van Grasmaant, 1718[22][29]
- Gezangen voor Elsryck[22][30]
- Lentebloemen gestrooit ter bruilofte van den edelen achtbaaren heere Dirck vander Meer, schepen de stadt Amsterdam; en jongkvrouwe Debora Elias. Geviert in Amsterdam, den 5den. van grasmaand, des jaars, 1712.[31][22]
- Parnasloof, gestroit op de bruiloft van den welervaren heere Paulus Snellen, der medicinen doctor; en de deugtryke juffrouwe Margareta Geertruda van Beeck. : Echtelyk vereent in Amsterdam, den 4den van Slachtmaandt, des jaars 1714.[22][32]Samenwerking met David van Hoogstraten.[33]
- Ter bruilofte van den heere Andries Oortman, en mejuffrouw Catharina Linnich van Koppenol, geviert in Utrecht, den 25 van sprokkelmaand 1714.[22][34][35][36]
- Ter zilvere bruilofte van den heere David van Gent, en mejuffrouw Johanna de Haan. Gevierd den 12den van wynmaand, 1706.[22][37]

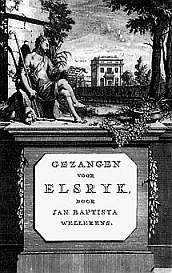
Omslag van Elsryksche Zangen/Gezangen voor Elsryk (1705-1707) door Jan Baptista Wellekens.

## Varia
- De Wellekensstraat in Aalst is naar hem vernoemd.De Wellekensstraat in Aalst.

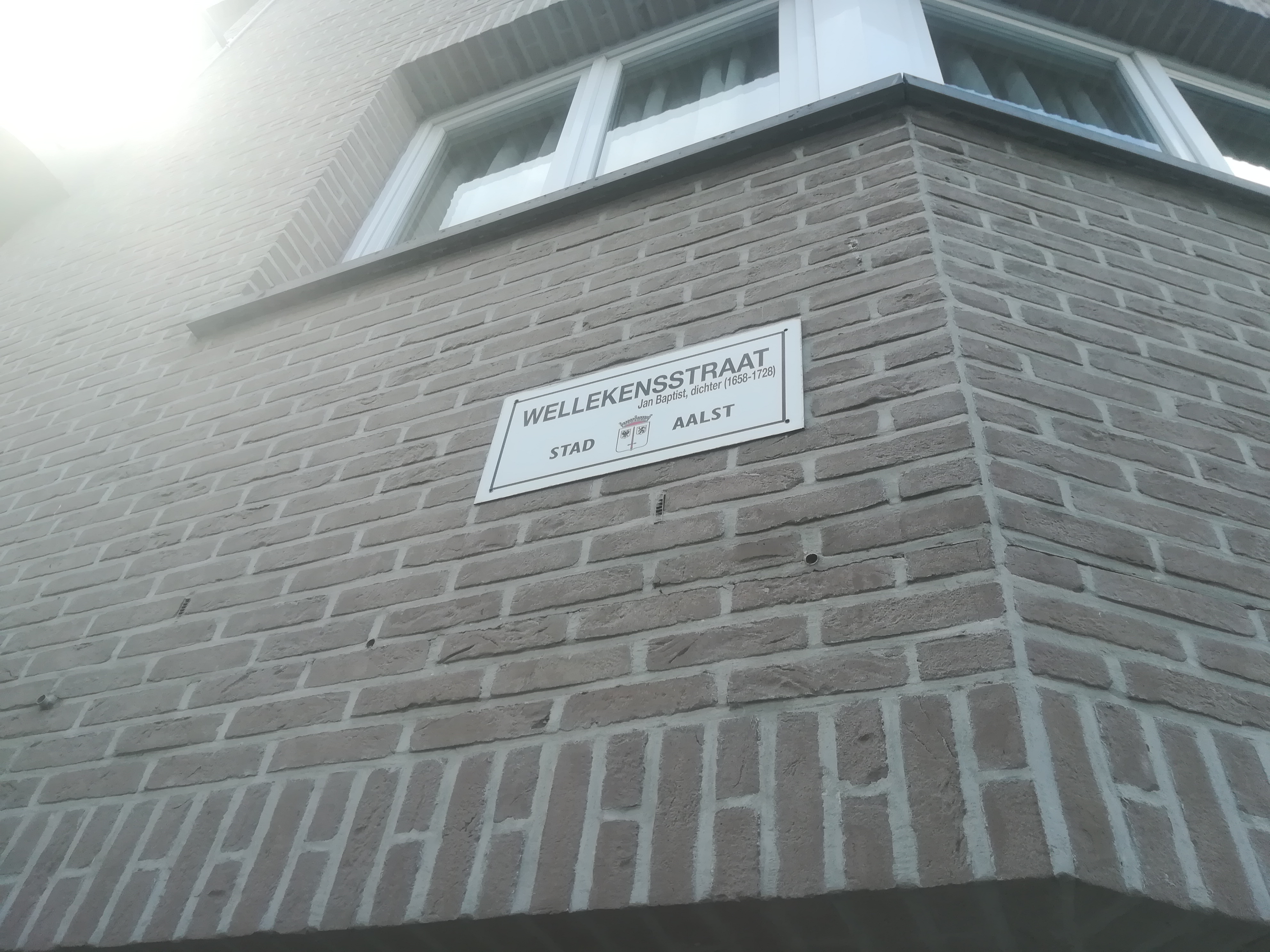
De Wellekensstraat in Aalst.

- De Wellekensstraat in Hengelo is naar hem vernoemd.[10]